# Listă de cetăți din România
| Denumire                        | Localitate            | Județ           | Ctitor/Arhitect               | Anul construcției   | Imagine |
| ------------------------------- | --------------------- | --------------- | ----------------------------- | ------------------- | ------- |
| Cetatea Aiudului                | Aiud                  | Alba            |                               | Secolul al XIV-lea  |         |
| Cetatea Alba Carolina           | Alba Iulia            | Alba            | Giovanni Morando Visconti     | 1738                |         |
| Cetatea Apoulon                 | Craiva                | Alba            |                               | Secolul II î.C.     |         |
| Cetatea Aradului                | Arad                  | Arad            | Ferdinand Philip Harsch       | 1783                |         |
| Cetatea Arcidava                | Vărădia               | Caraș-Severin   |                               |                     |         |
| Cetatea Ardeu                   | Ardeu                 | Hunedoara       |                               | Secolul I î.Hr.     |         |
| Cetatea Argedava                | Popești               | Giurgiu         |                               |                     |         |
| Cetatea Bedeciu                 | Bedeciu               | Cluj            |                               |                     |         |
| Cetatea Bicălatu                | Bicălatu              | Cluj            |                               |                     |         |
| Cetatea Biharia                 | Biharia               | Bihor           | Menumorut                     | 896                 |         |
| Cetatea Bistriței               | Bistrița              | Bistrița-Năsăud |                               | Secolul al XIII-lea |         |
| Cetatea Bologa                  | Bologa                | Cluj            |                               | Secolul al XIV-lea  |         |
| Cetatea Brassovia               | Brașov                | Brașov          |                               | 1434                |         |
| Cetatea Câlnic                  | Câlnic                | Alba            |                               |                     |         |
| Cetatea Capidava                | Capidava              | Constanța       |                               |                     |         |
| Cetatea Ciceului                | Ciceu-Mihăiești       | Bistrița-Năsăud |                               | Secolul al XIII-lea |         |
| Cetatea Clujului                | Cluj-Napoca           | Cluj            |                               | 1525                |         |
| Cetatea Colț                    | Suseni                | Hunedoara       | Cneazul Cândea                | 1359                |         |
| Cetatea Cozarilor               | Cuzdrioara            | Cluj            | Dionisie Bánffy               |                     |         |
| Cetatea Crăciuna                | Câmpineanca           | Vrancea         | Ștefan cel Mare               | Secolul al XV-lea   |         |
| Cetatea Dăbâca                  | Dăbâca                | Cluj            |                               | 1214                |         |
| Cetatea Deva                    | Deva                  | Hunedoara       |                               | 1269                |         |
| Cetatea Durostorum              | Ostrov                | Constanța       |                               |                     |         |
| Cetatea Enisala                 | Enisala               | Tulcea          |                               | Secolul al XIV-lea  |         |
| Cetatea Făgărașului             | Făgăraș               | Brașov          |                               | 1310                |         |
| Cetatea Feldioarei              | Feldioara             | Brașov          | Cavalerii teutoni             | Secolul al XIII-lea |         |
| Cetatea Feldioara               | Feldioara             | Cluj            |                               |                     |         |
| Cetatea Fetei                   | Florești              | Cluj            |                               |                     |         |
| Cetatea Giurgiu                 | Giurgiu               | Giurgiu         |                               | Secolul al XIV-lea  |         |
| Cetatea Grădețului              |                       | Mehedinți       |                               | Secolul al XIV-lea  |         |
| Cetatea Greavilor               | Gârbova               | Alba            | Herbord de Wrbow              | Secolul al XIII-lea |         |
| Cetatea Ineului                 | Ineu                  | Arad            | Gabriel Haller                | 1652                |         |
| Cetatea Liteni                  | Liteni                | Cluj            |                               | 1324                |         |
| Cetatea Mălăiești               | Mălăiești             | Hunedoara       |                               | 1588                |         |
| Cetatea Martinuzzi              | Gherla                | Cluj            | Gheorghe Martinuzzi           | 1540                |         |
| Cetatea Mediaș                  | Mediaș                | Sibiu           |                               | 1452                |         |
| Cetatea Mikó                    | Miercurea Ciuc        | Harghita        | Ferenc Hidvégi Mikó           | 1631                |         |
| Cetatea Moldovenești            | Moldovenești          | Cluj            |                               |                     |         |
| Cetatea Neamț                   | Târgu Neamț           | Neamț           | Petru I                       | 1395                |         |
| Cetatea Oradea                  | Oradea                | Bihor           | Ladislau I                    | Secolul al XI-lea   |         |
| Cetatea Poenari                 | Căpățânenii Pământeni | Argeș           | Vlad Țepeș                    |                     |         |
| Cetatea Rapsonné                | Praid                 | Harghita        |                               | 1110                |         |
| Cetatea Râșnov                  | Râșnov                | Brașov          |                               | 1335                |         |
| Cetatea Nouă a Romanului        | Gâdinți               | Neamț           | Ștefan cel Mare               | 1466                |         |
| Cetatea Veche a Romanului       | Roman                 | Neamț           | Petru I                       | Secolul al XIV-lea  |         |
| Cetatea Rupea                   | Rupea                 | Brașov          |                               | 1324                |         |
| Cetatea Medievala a Severinului | Drobeta Turnu Severin | Mehedinti       | Ladislau I                    | Sec. XI             |         |
| Cetatea Someșu Rece             | Someșu Rece           | Cluj            |                               |                     |         |
| Cetatea de Scaun a Sucevei      | Suceava               | Suceava         | Petru I                       | Secolul al XIV-lea  |         |
| Cetatea Sighișoara              | Sighișoara            | Mureș           |                               | Secolul al XII-lea  |         |
| Cetatea Șiriei                  | Șiria                 | Arad            |                               | Secolul al XIII-lea |         |
| Cetatea din Slimnic             | Slimnic               | Sibiu           |                               | Secolul al XIV-lea  |         |
| Cetatea de pe dealul Șprenghi   |                       | Brașov          |                               | Secolul al XIII-lea |         |
| Cetatea Șoimoș                  | Șoimoș                | Arad            |                               | 1278                |         |
| Cetățuia de pe Strajă           | Brașov                | Brașov          |                               | 1524                |         |
| Cetatea Șcheia                  | Șcheia                | Suceava         | Petru I                       | Secolul al XIV-lea  |         |
| Curtea Domnească                | Târgoviște            | Dâmbovița       | Matei Basarab                 | Secolul al XVII-lea |         |
| Curtea Veche                    | București             |                 | Mircea cel Bătrân, Vlad Țepeș | 1386-1418           |         |
| Cetatea Medievală               | Târgu Mureș           | Mureș           |                               | 1652                |         |
| Cetatea Timișoara               | Timișoara             | Timiș           |                               | 1765                |         |
| Cetatea Trascăului              | Colțești              | Alba            | Voievodul Thoroczkay          | 1296                |         |
| Cetatea Turda-Veche             | Turda                 | Cluj            | Gabriel Báthory               | 1608                |         |
| Cetatea Turnu                   | Turnu Măgurele        | Teleorman       | Mircea cel Bătrăn             | Secolul al XIV-lea  |         |
| Cetatea Unguraș                 | Unguraș               | Cluj            | Ladislau Kán                  | 1269                |         |
| Cetatea Vicina                  | Păcuiul lui Soare     | Constanța       |                               |                     |         |
| Cetatea Ziridava                | Cladova               | Arad            |                               |                     |         |